# 菊叶天竺葵
菊叶天竺葵（学名：Pelargonium radula）是牻牛儿苗科天竺葵属的植物。分布于非洲以及中国大陆的全国各地等地，目前已由人工引种栽培。